# 亨利三世 (神圣罗马帝国)
亨利三世 （德語：Heinrich III，1016年10月28日—1056年10月5日），巴伐利亚公爵（称亨利六世，1026年~1041年在位），士瓦本公爵（称亨利一世，1038年~1045年在位），罗马人民的国王（1039年~1056年在位），神聖羅馬皇帝（1046年加冕）。神圣罗马皇帝康拉德二世之子，1028年即已加冕为其父的共同执政者，亨利三世也被稱為上主在地上的總督。
亨利三世是萨利安王朝最强大的君主。他于1041年臣服波希米亚人。1046年，亨利三世解决了波希米亚公爵布熱季斯拉夫一世与波兰公爵卡齊米日一世之间的争端。
皇帝对教宗的控制在亨利三世统治时期达到登峰造极的程度。亨利三世于1046年赴意大利，废黜了反对他的教宗格里高利六世。德国人克莱蒙特二世被选为新教宗，并为亨利三世加冕。此后他又多次废立教皇。亨利三世一直掌握了对德意志境内各主教的任免权。然而亨利三世却支持教会的克吕尼改革，正是这一运动奠定了日后教宗权利扩大的基础。
亨利三世使长期侵扰德国的匈牙利人定居下来，并臣服桀骜不驯的下洛林公爵。

## 家庭
- 丹麦的根希尔达（1020-1038）：丹麥國王克努特二世之女。
  - 比阿特丽斯一世（英语：Beatrice I, Abbess of Quedlinburg）（1037-1061）：甘德斯海姆修道院院长（1045-1061）
- 普瓦圖的阿格尼絲（約1025-1077）：阿基坦公爵威廉五世之女。
  - 阿德萊德二世（英语：Adelaide II, Abbess of Quedlinburg）（1045-1096）：奎德林堡修道院院长（1061-1096）
  - 吉塞拉（1047-1053）
  - 玛蒂尔达（英语：Matilda of Germany, Duchess of Swabia）（1048-1060）：士瓦本公爵鲁道夫之妻
  - 海因里希四世（1050-1106）：神聖羅馬皇帝（1084-1106）
  - 康拉德二世（1052-1055）：巴伐利亚公爵（1054-1055）
  - 茱蒂絲（英语：Judith of Swabia）（1054-約1105）：先後嫁予匈牙利國王所羅門與波蘭公爵瓦迪斯瓦夫一世